# Heterosternus buprestoides
Heterosternus buprestoides är en skalbaggsart som beskrevs av Dupont 1832. Heterosternus buprestoides ingår i släktet Heterosternus och familjen Rutelidae. Inga underarter finns listade i Catalogue of Life.